# خوان میلس
خوان میلس (انگلیسی: Juan Miles; ۲۴ ژوئن ۱۸۹۵ – ۱۸ دسامبر ۱۹۸۱) چوگان‌باز اهل آرژانتین بود.